# Kauser Lipót
Kauser Lipót (Pest, 1818. július 22. – Budapest, 1877. december 4.) magyar építész. Műveit a romantikából az eklektika felé való fordulás jellemzi.

## Élete
Neves pesti építész-kőműves dinasztia leszármazottja volt.  1836–37-től a bécsi művészeti akadémiára járt. 1945-től Feszl Frigyessel, Gerster Károllyal neves építésztriászt alkottak, családi kötelékek is összekapcsolták őket. A kassai Gersterrel még az akadémián ismerkedett össze. Valószínűleg együtt dolgoztak Leo von Klenze regensburgi monumentális Walhalla-építkezésén. Később megalapította Pest legjelentősebb építészvállalkozását. Gerster 1847-ben feleségül vette Kauser Máriát, Lipót húgát. A triász 1854-ig működött együtt, mivel akkor Feszl kilépett a cégből, ám a két rokon még két évig tovább dolgozott benne, amíg társulásuk tönkre nem ment. Több közös alkotása volt még Frey Lajossal is.
Testét a Fiumei úti sírkertben helyezték örök nyugalomra (bal oldali falsírboltok 275.).

## Munkáiból
- Buda, Budakeszi út 71. szám: Kochmeister-villa, Feszlékkel, 1852
- Fegyvernek, Szent Vendel római katolikus templom, Feszlékkel, 1862–63
- Buda, Zugliget, Remete út 16. szám; Trailer-villa, önállóan, 1867
- Pécsi zsinagóga, Feszlékkel, 1868–69
- Pest, Dohány utca 3. szám; romantikus lakóház, Frey Lajossal, 1868
- Ferencváros, Gönczy Pál utca 1–3. szám; eklektikus sarokház, Frey Lajossal, 1870
- Pest, Veres Pálné utca 15. szám; lakóház, Frey Lajossal
- Buda, Úri utca 51. szám; lakóház, Frey Lajossal
- Pest, Kerepesi (ma Rákóczi) út 15. szám; Fehér Ló vendégfogadó kibővítése, 1875 k.

## Galéria

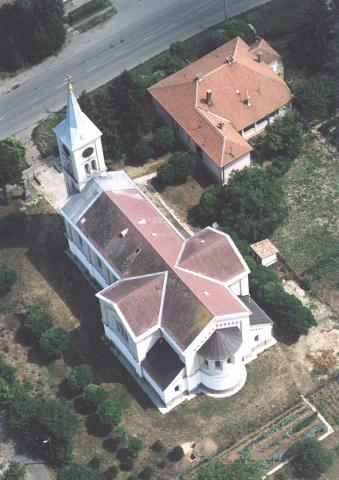
A fegyverneki római katolikus templom, felavatva 1864-ben
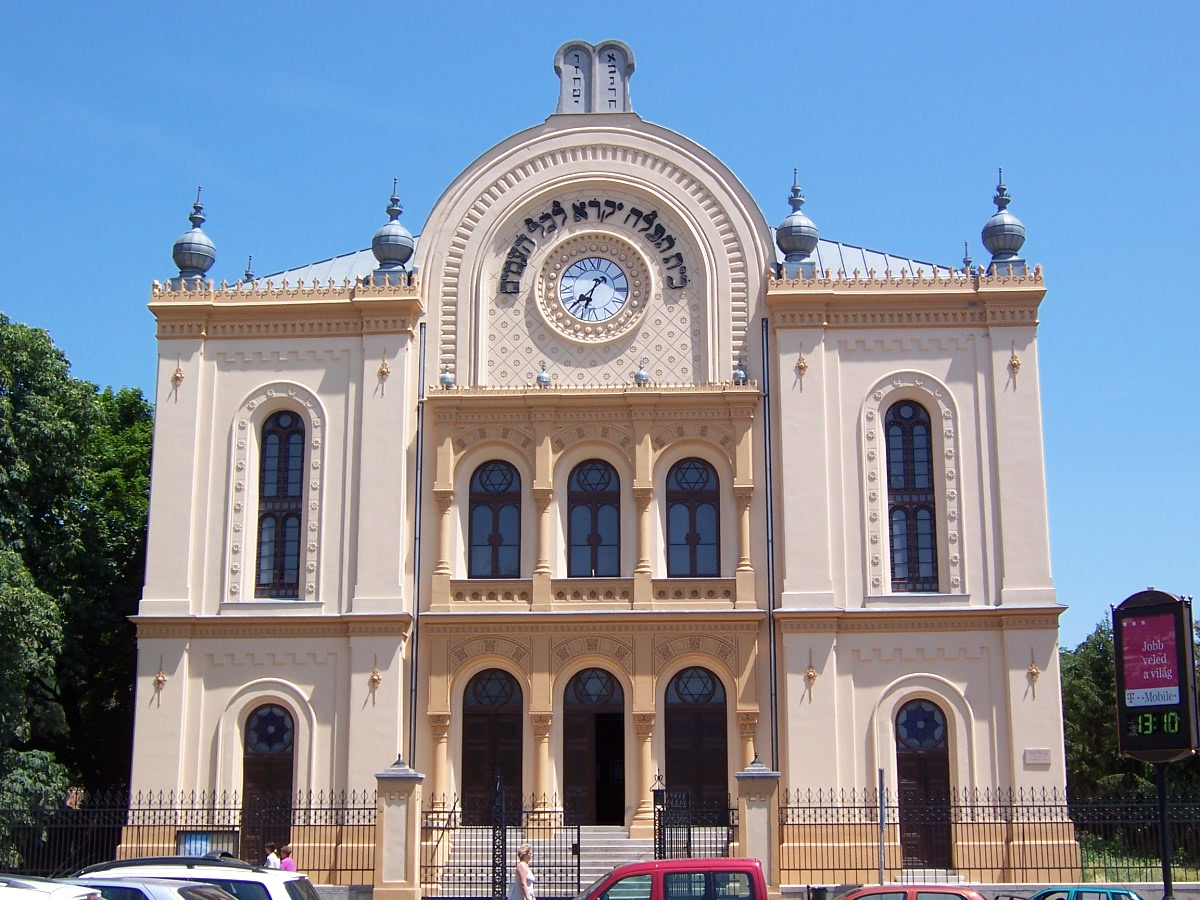
A pécsi zsinagóga, 1869
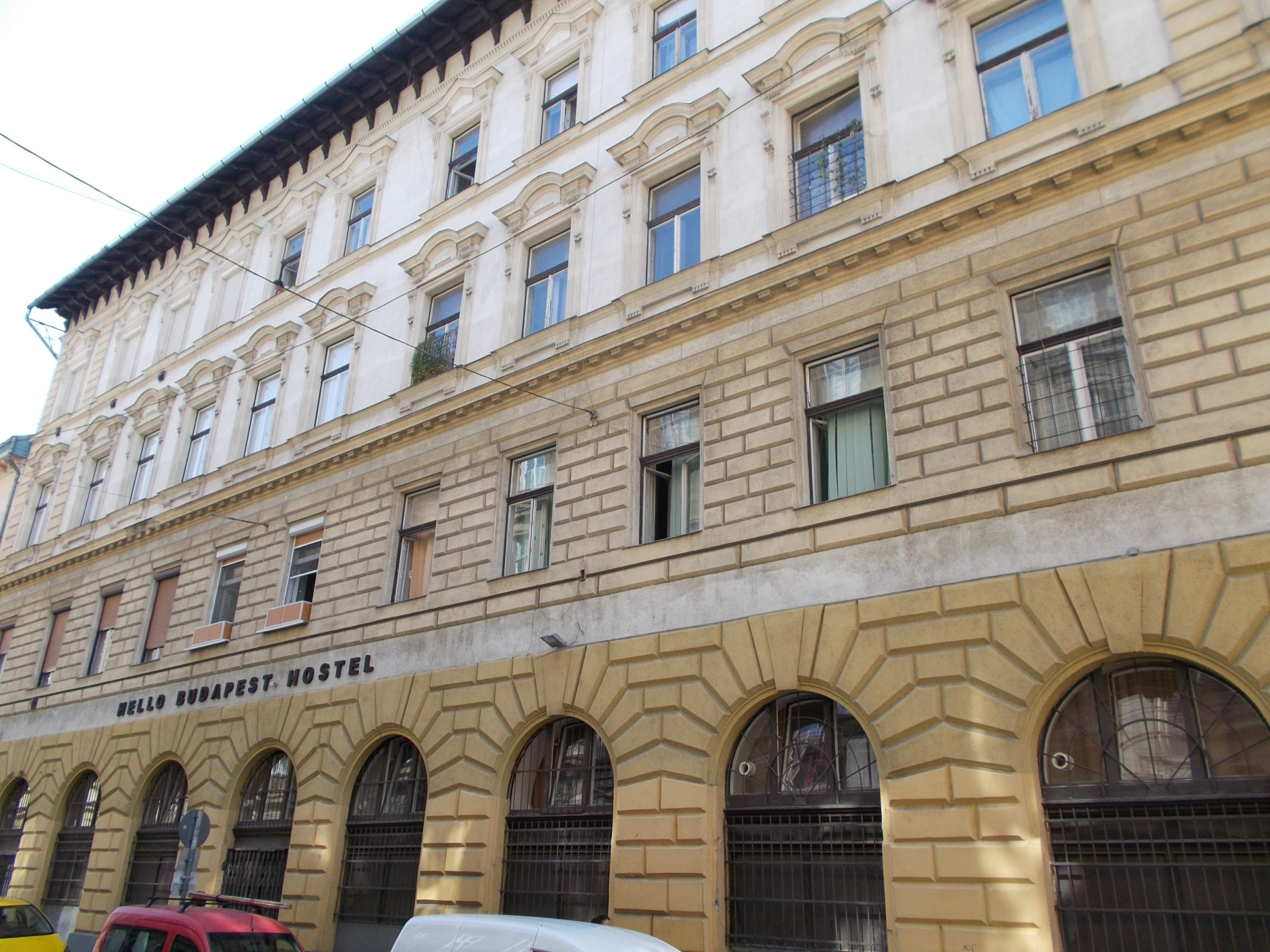
Bp. IX. ker. Gönczy-Lónyay-Csarnok tér, Eklektikus sarokház, 1870
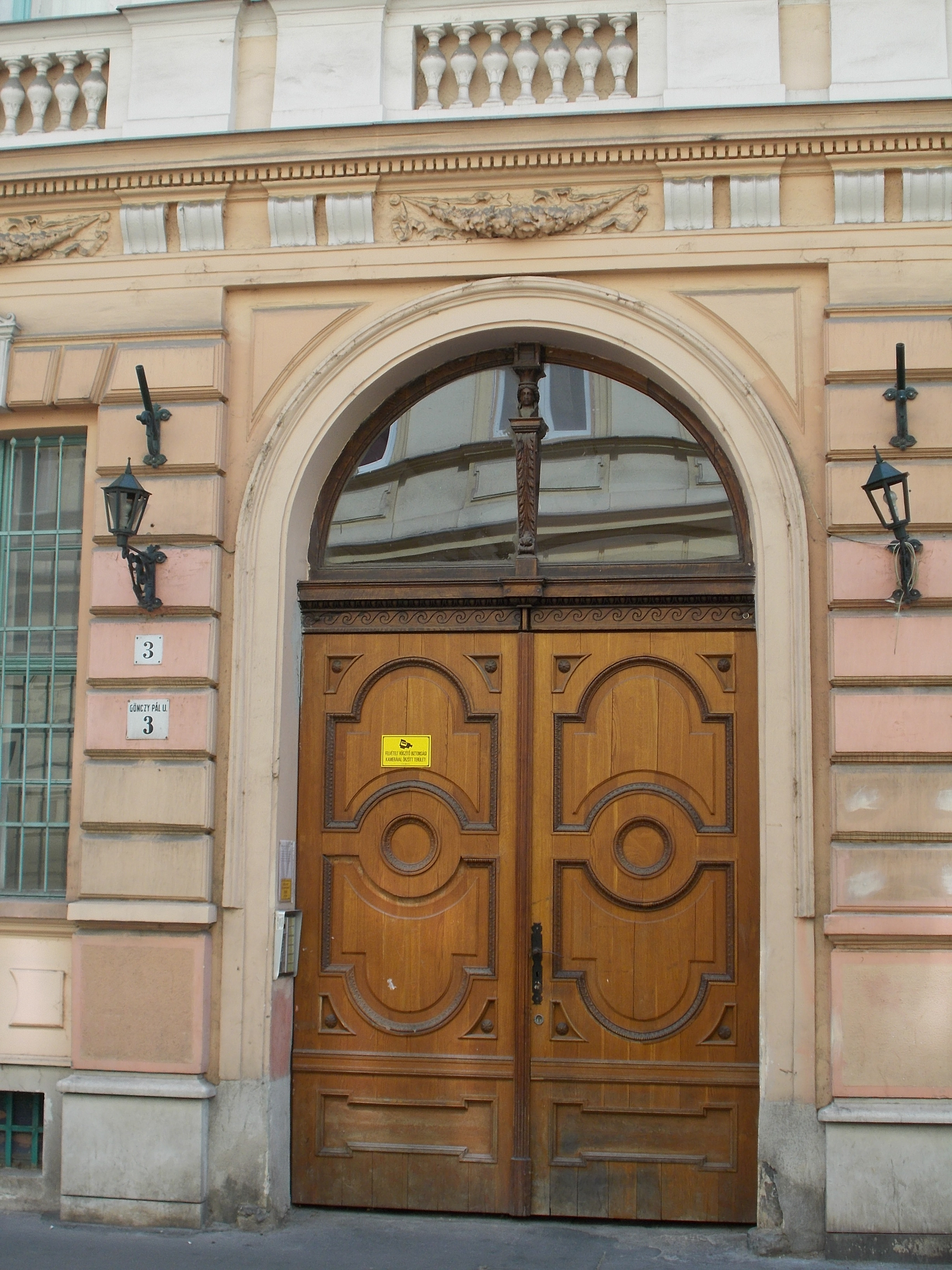
Bp. IX. ker. Gönczy-Lónyay-Csarnok tér, Eklektikus sarokház, 1870
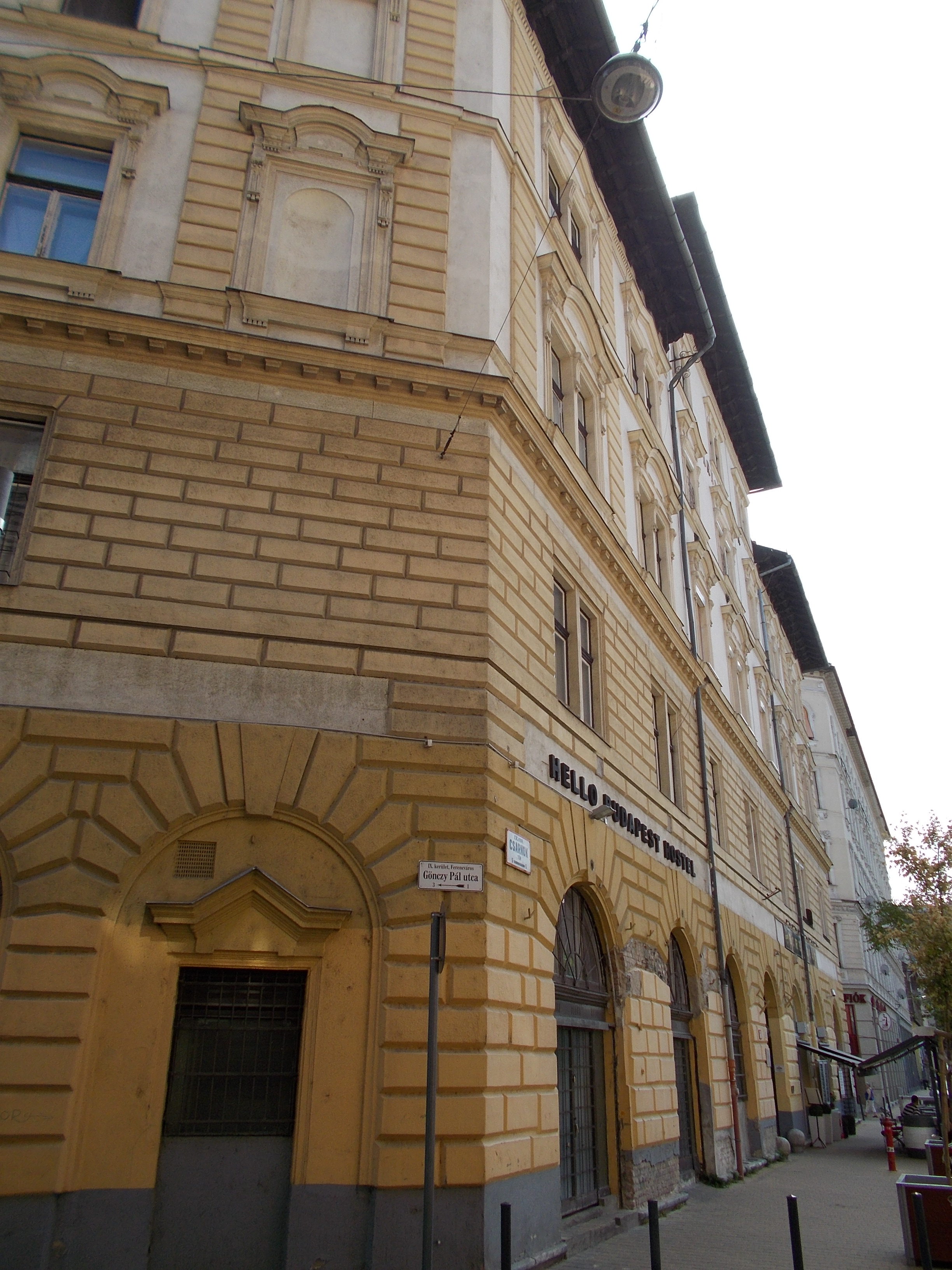
Bp. IX. ker. Gönczy-Lónyay-Csarnok tér, Eklektikus sarokház, 1870